# Théâtre expérimental
Le théâtre expérimental est une qualification utilisée pour désigner les spectacles qui ne suivent pas les canons habituellement rencontrés dans ce domaine, les représentations qui sont difficilement classifiables et le théâtre avant-gardiste tentant de nouvelles expériences ou utilisant une méthode expérimentale.

## L'origine du théâtre «expérimental»
Depuis les origines du théâtre, chaque nouvelle recherche artistique, sortant des sentiers battus, peut être qualifiée d'expérimentale. À l'époque moderne on a tendance, comme pour d'autres domaines, à qualifier toute forme d'art scénique non classifiable, par l'expression expérimentale. Ceci découlant en grande partie d'un système de classification administratif des organismes culturels subsidiant. Le pluridisciplinaire n'étant que depuis peu reconnu par ces organismes, on a très longtemps utilisé le terme expérimental par défaut pour qualifier toute une série de spectacles qui ne rentraient dans aucune case.
Pour pallier le désordre qui règne de plus en plus dans la classification des arts de la scène, on a de plus en plus tendance à parler aujourd'hui de la notion de spectacle vivant. C'est d'ailleurs l'intitulé des cours dispensés par la plupart des universités lorsqu'il s'agit des arts de la scène...
Au niveau des pouvoirs subsidiant cependant, et dans la réalité des dossiers à qui sont accordés une subvention, la classification reste de rigueur, avec d'un côté : le théâtre (le plus souvent à texte), la danse, le cirque et de l'autre: le pluridisciplinaire (où l'on peut retrouver toutes les formes d'arts qui se côtoient).
Une autre notion est celle de penser que tout spectacle vivant est et doit rester en recherche et donc expérimenter… S’ensuit l’idée que tous spectacles ancrés dans une réalité contemporaine devraient donc être d'une certaine manière de type expérimental.

## Le Mouvement du théâtre expérimental
Après cette première définition par défaut, il existe aussi un mouvement qui porte le nom de théâtre expérimental.
À la fin des années 1960, le mouvement de contestation mondiale entre dans les écoles de théâtre et donne naissance à des spectacles dans des lieux qui ne sont pas destinés à une activité première de type spectaculaire. Les créateurs sortent des théâtres et cherchent à transgresser les règles de la représentation. Ils créent des œuvres qui ne sont pas forcément destinées à être rejouées, ils abandonnent le texte et se tournent vers le mouvement, abordent la performance et spectacle, métissent les différentes formes d’arts mis à leur disposition, cherche à provoquer le public.
Il est difficile de définir précisément le mouvement expérimental en théâtre. Il existe bien sûr quelques grands noms. Mais la récupération par les milieux officiels est souvent plus flagrante que dans les Arts Plastiques par exemple. Ceci est sans doute dû au caractère éphémère de la représentation théâtrale et à l'essence du mouvement expérimental qui se base sur la recherche et l'expérimentation et non sur la production de représentations successives et exploitables dans le temps.
Le concept expérimental est très varié et ne s'arrête pas aux années 1960. Actuellement on pourrait mentionner, parmi les dramaturges européens, les curieux romans de Núria Perpinyà, qui sont à la fois romans et pièces de théâtre, ou bien l'Outrapo (Ouvroir de tragécomédie potentielle) qui présente des exercices dramatiques s'inspirant de la méthode expérimentale scientifique autour de nouvelles contraintes théâtrales ou appliquant des règles mathématiques sur l'interprétation des acteurs.